# Kały (jezioro w województwie pomorskim)
Kały – niewielkie jezioro rynnowe w Polsce, położone w województwie pomorskim, powiecie chojnickim, w gminie Brusy, w mezoregionie Bory Tucholskie, na południowo-zachodnim skraju Wdzydzkiego Parku Krajobrazowego, na obszarze Zaborów. 
Jezioro jest połączone poprzez rzekę Młosinę, która dopływa z jeziora Brzeźno i odpływa do jeziora Małe Młosino. Przez akwen przebiegają trasy szlaków kajakowych.
Ogólna powierzchnia jeziora wynosi 6,58 ha.